# Discografia di Alan Walker
Il dj norvegese Alan Walker ha pubblicato cinque album in studio, otto extended play, sessantatré singoli, trentaquattro remix e ventuno video musicali.

## Album in studio
| Titolo                 | Dettagli                                                                                          |
| ---------------------- | ------------------------------------------------------------------------------------------------- |
| Different World        | - Pubblicato: 14 dicembre 2018 - Etichetta: MER, Sony - Formati: CD, download digitale, streaming |
| World of Walker        | - Pubblicato: 26 novembre 2021 - Etichetta: MER, Sony - Formati: CD, download digitale, streaming |
| Walkerverse Pt. I & II | - Pubblicato: 25 novembre 2022 - Etichetta: MER, Sony - Formati: CD, download digitale, streaming |
| Walkerworld            | - Pubblicato: 10 novembre 2023 - Etichetta: MER - Formati: download digitale, streaming           |
| Walkerworld 2.0        | - Pubblicato: 10 gennaio 2025 - Etichetta: Kreatell - Formati: download digitale, streaming       |

## Extended play
| Titolo                      | Dettagli |
| --------------------------- | --- |
| Alan Walker Hits            | - Pubblicato: 8 dicembre 2017 (Giappone) - Etichetta: MER, Sony - Formati: download digitale                         |
| Faded Japan EP              | - Pubblicato: 25 aprile 2018 (Giappone) - Etichetta: Sony Music Japan International - Formati: CD, download digitale |
| Live Fast (Japan Exclusive) | - Pubblicato: 9 agosto 2019 (Giappone) - Etichetta: MER, Sony - Formati: CD, download digitale, streaming            |
| Walker Racing Guide         | - Pubblicato: 10 settembre 2021 - Etichetta: MER, Sony - Formati: download digitale, streaming                       |
| Walkerverse Pt. I           | - Pubblicato: 17 giugno 2022 - Etichetta: MER, Sony - Formati: download digitale, streaming                          |
| Origins                     | - Pubblicato: 1º luglio 2022 - Etichetta: MER, Corite - Formati: download digitale, streaming                        |
| Walkerverse Pt. II          | - Pubblicato: 18 novembre 2022 - Etichetta: MER, Sony - Formati: download digitale, streaming                        |
| Neon Nights                 | - Pubblicato: 7 agosto 2024 - Etichetta: Monstercat - Formati: download digitale, streaming                          |

## Singoli

### Da artista principale
| Titolo                                                                                        | Anno | Posizione massima | Posizione massima | Posizione massima | Posizione massima | Posizione massima | Posizione massima | Posizione massima | Posizione massima | Posizione massima | Posizione massima | Certificazioni | Album                     |
| Titolo                                                                                        | Anno | NOR               | AUS               | FRA               | GER               | IRE               | ITA               | NLD               | SWE               | UK                | US                | Certificazioni | Album                     |
| --------------------------------------------------------------------------------------------- | ---- | ----------------- | ----------------- | ----------------- | ----------------- | ----------------- | ----------------- | ----------------- | ----------------- | ----------------- | ----------------- | --- | ------------------------- |
| "Fade"                                                                                        | 2014 | —                 | —                 | —                 | —                 | —                 | —                 | —                 | —                 | —                 | —                 | — | Singoli senza album       |
| "Spectre"                                                                                     | 2015 | —                 | —                 | —                 | —                 | —                 | —                 | —                 | —                 | —                 | —                 | — | Singoli senza album       |
| "Force"                                                                                       | 2015 | —                 | —                 | —                 | —                 | —                 | —                 | —                 | —                 | —                 | —                 | — | Singoli senza album       |
| "Faded"                                                                                       | 2015 | 1                 | 2                 | 1                 | 1                 | 6                 | 1                 | 2                 | 1                 | 7                 | 80                | - IFPI NOR: 11× Platino - ARIA: 6× Platino - BPI: Platino - BVMI: Diamante - FIMI: 8× Platino - GLF: 13× Platino - RIAA: Platino - SNEP: Oro | Faded Japan EP            |
| "Sing Me to Sleep"                                                                            | 2016 | 1                 | —                 | 51                | 10                | —                 | —                 | —                 | 9                 | 95                | —                 | - IFPI NOR: 6× Platino - ARIA: Oro - BVMI: Platino - FIMI: Oro - GLF: 3× Platino                                                             | Faded Japan EP            |
| "Routine" (con David Whistle)                                                                 | 2016 | —                 | —                 | —                 | —                 | —                 | —                 | —                 | —                 | —                 | —                 | — | Faded Japan EP            |
| "Alone"                                                                                       | 2016 | 1                 | —                 | 89                | 4                 | 74                | 36                | 53                | 2                 | —                 | —                 | - IFPI NOR: 4× Platino - ARIA: Oro - BVMI: Platino - FIMI: Platino - GLF: 3× Platino - SNEP: Oro                                             | Faded Japan EP            |
| "Ignite (instrumental)" (con K-391)                                                           | 2017 | —                 | —                 | —                 | —                 | —                 | —                 | —                 | —                 | —                 | —                 | — | Singolo senza album       |
| "Tired" (con Gavin James)                                                                     | 2017 | 5                 | 68                | 79                | 66                | 78                | —                 | —                 | 21                | —                 | —                 | - FIMI: Oro - IFPI NOR: 2× Platino - GLF: 2× Platino                                                                                         | Faded Japan EP            |
| "The Spectre"                                                                                 | 2017 | 5                 | —                 | —                 | 50                | —                 | —                 | —                 | 22                | —                 | —                 | — | Faded Japan EP            |
| "All Falls Down" (con Noah Cyrus e Digital Farm Animals ft. Juliander)                        | 2017 | 1                 | 95                | —                 | 75                | 65                | —                 | 20                | 4                 | 87                | —                 | - ARIA: Oro - GLF: Platino | Different World           |
| "Darkside" (con Au/Ra e Tomine Harket)                                                        | 2018 | 1                 | —                 | —                 | 97                | 67                | —                 | 32                | 10                | —                 | —                 | | Different World           |
| "Diamond Heart" (con Sophia Somajo)                                                           | 2018 | 1                 | —                 | —                 | 89                | —                 | —                 | —                 | 11                | —                 | —                 | | Different World           |
| "Different World" (con Sofia Carson e K-391 ft. Corsak)                                       | 2018 | 31                | —                 | —                 | —                 | —                 | —                 | —                 | —                 | —                 | —                 | | Different World           |
| "Are You Lonely" (con Steve Aoki ft. Isák)                                                    | 2019 | 19                | —                 | —                 | —                 | —                 | —                 | —                 | —                 | —                 | —                 | | Neon Future IV            |
| "On My Way" (con Sabrina Carpenter e Farruko)                                                 | 2019 | 3                 | —                 | —                 | 85                | —                 | —                 | —                 | 30                | —                 | —                 | | World of Walker           |
| "Live Fast" (con ASAP Rocky)                                                                  | 2019 | 24                | —                 | —                 | —                 | —                 | —                 | —                 | —                 | —                 | —                 | | Singoli senza album       |
| "Play" (con K-391, Tungevaag e Mangoo)                                                        | 2019 | 2                 | —                 | —                 | —                 | —                 | —                 | —                 | 25                | —                 | —                 | | Singoli senza album       |
| "Ghost" (con Au/Ra)                                                                           | 2019 | —                 | —                 | —                 | —                 | —                 | —                 | —                 | —                 | —                 | —                 | | Death Stranding: Timefall |
| "Avem (The Aviation Theme)"                                                                   | 2019 | —                 | —                 | —                 | —                 | —                 | —                 | —                 | —                 | —                 | —                 | | Singolo senza album       |
| "Alone, Pt. II" (con Ava Max)                                                                 | 2019 | 4                 | —                 | 68                | 47                | —                 | —                 | 15                | 25                | —                 | —                 | | World of Walker           |
| "End of Time" (con K-391 e Ahrix)                                                             | 2020 | 4                 | —                 | —                 | —                 | —                 | —                 | —                 | 60                | —                 | —                 | | Singolo senza album       |
| "Heading Home" (con Ruben)                                                                    | 2020 | 15                | —                 | —                 | —                 | —                 | —                 | —                 | 53                | —                 | —                 | | World of Walker           |
| "Time (Alan Walker Remix)" (con Hans Zimmer)                                                  | 2020 | —                 | —                 | —                 | —                 | —                 | —                 | —                 | —                 | —                 | —                 | | World of Walker           |
| "Space Melody (Edward Artemyev)" (con Vize ft. Leony)                                         | 2020 | —                 | —                 | —                 | —                 | —                 | —                 | —                 | —                 | —                 | —                 | | Walker Racing League      |
| "Sorry" (ft. Isák)                                                                            | 2021 | 8                 | —                 | —                 | —                 | —                 | —                 | —                 | 83                | —                 | —                 | | World of Walker           |
| "Fake a Smile" (con Salem Ilese)                                                              | 2021 | 11                | —                 | —                 | —                 | —                 | —                 | —                 | 23                | —                 | —                 | | World of Walker           |
| "Believers" (con Conor Maynard)                                                               | 2021 | 24                | —                 | —                 | —                 | —                 | —                 | —                 | 64                | —                 | —                 | | Singolo senza album       |
| "Sweet Dreams" (con Imanbek)                                                                  | 2021 | 14                | —                 | —                 | —                 | —                 | —                 | —                 | 43                | —                 | —                 | | Walker Racing League      |
| "Don't You Hold Me Down" (con Georgia Ku)                                                     | 2021 | 19                | —                 | —                 | —                 | —                 | —                 | —                 | 81                | —                 | —                 | | Walker Racing League      |
| "Running Out of Roses" (con Jamie Miller)                                                     | 2021 | 15                | —                 | —                 | —                 | —                 | —                 | —                 | 78                | —                 | —                 | | Walker Racing League      |
| "Paradise" (con K-391 e Boy in Space)                                                         | 2021 | 31                | —                 | —                 | —                 | —                 | —                 | —                 | —                 | —                 | —                 | | World of Walker           |
| "World We Used to Know" (con Winona Oak)                                                      | 2021 | 15                | —                 | —                 | —                 | —                 | —                 | —                 | 46                | —                 | —                 | | World of Walker           |
| "Man on the Moon" (con Benjamin Ingrosso)                                                     | 2021 | 23                | —                 | —                 | —                 | —                 | —                 | —                 | 12                | —                 | —                 | | World of Walker           |
| "Not You" (con Emma Steinbakken)                                                              | 2021 | —                 | —                 | —                 | —                 | —                 | —                 | —                 | —                 | —                 | —                 | | World of Walker           |
| "Hello World" (con Torine)                                                                    | 2022 | 11                | —                 | —                 | —                 | —                 | —                 | —                 | 84                | —                 | —                 | | Walkerverse, Pt. I        |
| "Headlights" (con Alok e Kiddo)                                                               | 2022 | 15                | —                 | —                 | —                 | —                 | —                 | —                 | 59                | —                 | —                 | | Singolo senza album       |
| "PS5" (con Salem Ilese e Tomorrow X Together)                                                 | 2022 | —                 | —                 | —                 | —                 | —                 | —                 | —                 | —                 | —                 | —                 | | Unsponsored Content       |
| "The Drum"                                                                                    | 2022 | 16                | —                 | —                 | —                 | —                 | —                 | —                 | —                 | —                 | —                 | | Walkerverse, Pt. I        |
| "Unity" (con i fan di Alan Walker, chiamati The Walkers)                                      | 2022 | —                 | —                 | —                 | —                 | —                 | —                 | —                 | —                 | —                 | —                 | | Singolo senza album       |
| "Adventure Time" (con Philter)                                                                | 2022 | —                 | —                 | —                 | —                 | —                 | —                 | —                 | —                 | —                 | —                 | | Walkerverse, Pt. I        |
| "Somebody Like U" (con Au/Ra)                                                                 | 2022 | —                 | —                 | —                 | —                 | —                 | —                 | —                 | —                 | —                 | —                 | | Walkerverse, Pt. I        |
| "Blue" (con Ina Wroldsen)                                                                     | 2022 | —                 | —                 | —                 | —                 | —                 | —                 | —                 | —                 | —                 | —                 | | Walkerverse, Pt. I        |
| "Extremes" (con Trevor Daniel)                                                                | 2022 | —                 | —                 | —                 | —                 | —                 | —                 | —                 | 86                | —                 | —                 | | Walkerverse, Pt. II       |
| "Lovesick" (con Sophie Simmons)                                                               | 2022 | —                 | —                 | —                 | —                 | —                 | —                 | —                 | —                 | —                 | —                 | | Walkerverse, Pt. II       |
| "Shut Up" (con Upsahl)                                                                        | 2022 | —                 | —                 | —                 | —                 | —                 | —                 | —                 | 100               | —                 | —                 | | Walkerverse, Pt. II       |
| "Ritual"                                                                                      | 2022 | —                 | —                 | —                 | —                 | —                 | —                 | —                 | —                 | —                 | —                 | | Walkerverse, Pt. I & II   |
| "Dreamer"                                                                                     | 2023 | —                 | —                 | —                 | —                 | —                 | —                 | —                 | —                 | —                 | —                 | | Singolo senza album       |
| "Hero" (con Sasha Alex Sloan)                                                                 | 2023 | 27                | —                 | —                 | —                 | —                 | —                 | —                 | —                 | —                 | —                 | | Walkerworld               |
| "Land of the Heroes" (con Sophie Stray)                                                       | 2023 | —                 | —                 | —                 | —                 | —                 | —                 | —                 | —                 | —                 | —                 | | Walkerworld               |
| "Endless Summer" (con Zak Abel)                                                               | 2023 | —                 | —                 | —                 | —                 | —                 | —                 | —                 | —                 | —                 | —                 | | Walkerworld               |
| "Better Off (Alone, Pt. III)" (con Dash Berlin e Vikkstar)                                    | 2023 | 30                | —                 | —                 | —                 | —                 | —                 | —                 | —                 | —                 | —                 | | Walkerworld               |
| "Heart Over Mind" (con Daya)                                                                  | 2023 | —                 | —                 | —                 | —                 | —                 | —                 | —                 | —                 | —                 | —                 | | Walkerworld               |
| "Fire!" (con Yuqi e Jvke)                                                                     | 2023 | —                 | —                 | —                 | —                 | —                 | —                 | —                 | —                 | —                 | —                 | | Walkerworld 2.0           |
| "Who I Am" (con Putri Ariani e Peder Elias)                                                   | 2024 | 18                | —                 | —                 | —                 | —                 | —                 | —                 | —                 | —                 | —                 | | Walkerworld 2.0           |
| "Team Side" (con Sofiloud ft. Royal Challengers Bengaluru)                                    | 2024 | —                 | —                 | —                 | —                 | —                 | —                 | —                 | —                 | —                 | —                 | | Singolo senza album       |
| "Unsure" (con Kylie Cantrall)                                                                 | 2024 | —                 | —                 | —                 | —                 | —                 | —                 | —                 | —                 | —                 | —                 | | Walkerworld 2.0           |
| "Barcelona" (con Ina Wroldsen)                                                                | 2024 | 19                | —                 | —                 | —                 | —                 | —                 | —                 | —                 | —                 | —                 | | Walkerworld 2.0           |
| "Wake Up"                                                                                     | 2024 | —                 | —                 | —                 | —                 | —                 | —                 | —                 | —                 | —                 | —                 | | Neon Nights               |
| "Thick of It All" (con Joe Jonas e Julia Michaels)                                            | 2024 | —                 | —                 | —                 | —                 | —                 | —                 | —                 | —                 | —                 | —                 | | Walkerworld 2.0           |
| "Children of the Sun" (con Pritam e Vishal Mishra)                                            | 2024 | —                 | —                 | —                 | —                 | —                 | —                 | —                 | —                 | —                 | —                 | | Walkerworld 2.0           |
| "When I Grow Up (Young, Wild, & Free)" (con Flo Rida)                                         | 2024 | —                 | —                 | —                 | —                 | —                 | —                 | —                 | —                 | —                 | —                 | | Singolo senza album       |
| "Avalon" (con Anne Gudrun)                                                                    | 2024 | —                 | —                 | —                 | —                 | —                 | —                 | —                 | —                 | —                 | —                 | | Walkerworld 2.0           |
| "Dancing In Love" (con MEEK)                                                                  | 2024 | —                 | —                 | —                 | —                 | —                 | —                 | —                 | —                 | —                 | —                 | | Walkerworld 2.0           |
| "—" indica che l'opera non si è classificata o che non è stata pubblicata in quel territorio. |      |                   |                   |                   |                   |                   |                   |                   |                   |                   |                   | |                           |

### In collaborazione
| Titolo                                                           | Anno | Posizione massima | Posizione massima | Posizione massima | Album               |
| Titolo                                                           | Anno | NOR               | FIN               | SWE               | Album               |
| ---------------------------------------------------------------- | ---- | ----------------- | ----------------- | ----------------- | ------------------- |
| "Back to Beautiful" (Sofia Carson ft. Alan Walker)               | 2017 | —                 | —                 | —                 | Singoli senza album |
| "Ignite" (K-391 featuring Alan Walker, Julie Bergan and Seungri) | 2018 | 1                 | 5                 | 13                | Singoli senza album |

## Altri brani
| Titolo                   | Anno | Album                                          |
| ------------------------ | ---- | ---------------------------------------------- |
| "Sky" (con Alex Skrindo) | 2017 | Insomniac Records Presents: EDC Las Vegas 2017 |

## Remix

### Etichette discografiche
| "Air" (Alan Walker Remix)                                                                     | LarsM (ft. Mona Moua)                              | 2014 | —  | —   | —  | Singoli senza album                                                   |
| "Millionaire" (Alan Walker Remix)                                                             | Cash Cash e Digital Farm Animals (ft. Nelly)       | 2016 | 19 | —   | —  | Singoli senza album                                                   |
| "Move Your Body" (Alan Walker Remix)                                                          | Sia                                                | 2016 | 3  | 154 | 68 | This Is Acting (Deluxe Edition)                                       |
| "After the Afterparty" (Alan Walker Remix)                                                    | Charli XCX (ft. Lil Yachty)                        | 2017 | —  | —   | —  | Singoli senza album                                                   |
| "Back to Beautiful" (Alan Walker Remix)                                                       | Sofia Carson                                       | 2017 | —  | —   | —  | Singoli senza album                                                   |
| "That's What I Like" (Alan Walker Remix)                                                      | Bruno Mars                                         | 2017 | —  | —   | —  | Singoli senza album                                                   |
| "Issues" (Alan Walker Remix)                                                                  | Julia Michaels                                     | 2017 | —  | —   | —  | Singoli senza album                                                   |
| "Malibu" (Alan Walker Remix)                                                                  | Miley Cyrus                                        | 2017 | —  | —   | —  | Singoli senza album                                                   |
| "Tired" (Alan Walker Remix)                                                                   | Alan Walker (ft. Gavin James)                      | 2017 | —  | —   | —  | Singoli senza album                                                   |
| "Legends Never Die" (Alan Walker Remix)                                                       | League of Legends (ft. Against the Current e Mako) | 2017 | —  | —   | —  | Singoli senza album                                                   |
| "Lonely Together" (Alan Walker Remix)                                                         | Avicii (ft. Rita Ora)                              | 2017 | —  | —   | —  | Singoli senza album                                                   |
| "Strongest" (Alan Walker Remix)                                                               | Ina Wroldsen                                       | 2017 | —  | —   | —  | Singoli senza album                                                   |
| "Again" (Alan Walker Remix)                                                                   | Noah Cyrus (ft. XXXTentacion)                      | 2017 | —  | —   | —  | Singoli senza album                                                   |
| "Stranger Things" (Alan Walker Remix)                                                         | Kygo (ft. OneRepublic)                             | 2018 | —  | —   | —  | Kids In Love'                                                         |
| "All Night" (Alan Walker Remix)                                                               | Steve Aoki e Lauren Jauregui                       | 2018 | —  | —   | —  | Singoli senza album                                                   |
| "This Is Me" (Alan Walker Relift)                                                             | Keala Settle and The Greatest Showman Ensemble     | 2018 | —  | —   | —  | Singoli senza album                                                   |
| "Sheep" (Alan Walker Relift)                                                                  | Lay                                                | 2018 | —  | —   | —  | Singoli senza album                                                   |
| "Calma" (Alan Walker Remix)                                                                   | Pedro Capó e Farruko                               | 2019 | —  | —   | —  | Singoli senza album                                                   |
| "Me vs. Us" (Alan Walker Remix)                                                               | Tayla Parks                                        | 2019 | —  | —   | —  | Singoli senza album                                                   |
| "Choir" (Remix)                                                                               | Guy Sebastian                                      | 2019 | —  | —   | —  | Singoli senza album                                                   |
| "Play" (Niya & Alan Walker Remix)                                                             | K-391, Alan Walker, e Tungevaag (ft. Mangoo)       | 2019 | —  | —   | —  | Singoli senza album                                                   |
| "Always" (Alan Walker Remix)                                                                  | Gavin James                                        | 2020 | —  | —   | —  | Singoli senza album                                                   |
| "In Your Arms" (Alan Walker Remix)                                                            | Illenium e X Ambassadors                           | 2020 | —  | —   | —  | Singoli senza album                                                   |
| "Time" (Alan Walker Remix)                                                                    | Hans Zimmer                                        | 2020 | —  | —   | —  | World of Walker                                                       |
| "Selfish" (Alan Walker Remix)                                                                 | Madison Beer                                       | 2020 | —  | —   | —  | Singolo senza album                                                   |
| "Time" (Alan Walker Festival Remix)                                                           | Hans Zimmer                                        | 2020 | —  | —   | —  | Alan Walker Tomorrowland Around The World 2020 (DJ Mix) (Apple Music) |
| "No Te Enamores" (Alan Walker Remix)                                                          | Milly, Farruko, Jay Wheeler e Nio Garcia           | 2021 | —  | —   | —  | Singoli senza album                                                   |
| "Wherever You Go" (Alan Walker Remix)                                                         | Alok ft. John Martin                               | 2022 | —  | —   | —  | Singoli senza album                                                   |
| "All Around The World (La La La)" (Alan Walker Remix)                                         | R3hab e A Touch of Class                           | 2022 | —  | —   | —  | Singoli senza album                                                   |
| "Sickly Sweet" (Alan Walker Remix)                                                            | kenzie                                             | 2023 | —  | —   | —  | Singoli senza album                                                   |
| "Cha Cha Cha" (Alan Walker Remix)                                                             | Käärijä                                            | 2023 | —  | —   | —  | Singoli senza album                                                   |
| "Do It Like That" (Alan Walker Remix)                                                         | Jonas Brothers e Tomorrow X Together               | 2023 | —  | —   | —  | Singoli senza album                                                   |
| "I Feel It Coming" (Alan Walker Remix)                                                        | The Weeknd e Daft Punk                             | 2023 | —  | —   | —  | Singoli senza album                                                   |
| "Hide Away" (Alan Walker Remix)                                                               | Daya                                               | 2024 | —  | —   | —  | Singoli senza album                                                   |
| "—" indica che l'opera non si è classificata o che non è stata pubblicata in quel territorio. |                                                    |      |    |     |    |                                                                       |

### Remix pubblicati
| Titolo                                     | Artista originale               | Anno      | Piattaforma          |
| DJ Walkzz                                  | DJ Walkzz                       | DJ Walkzz | DJ Walkzz            |
| ------------------------------------------ | ------------------------------- | --------- | -------------------- |
| "Glimpse of Heaven" (DJ Walkzz Remix)      | DJ Harmonics                    | 2012      | YouTube              |
| "New Hunter" (DJ Walkzz Remix)             | DJ Ness                         | 2012      | YouTube              |
| "Dota" (DJ Walkzz Remix)                   | Basshunter                      | 2012      | YouTube              |
| "Level One" (DJ Walkzz Remix)              | Boosterz Inc                    | 2012      | YouTube              |
| "Perry 2013" (DJ Walkzz Remake)            | Baby T                          | 2013      | YouTube              |
| "The Final Countdown" (DJ Walkzz Remix)    | Europe                          | 2013      | YouTube              |
| Alan Walker                                |                                 |           |                      |
| "A World of Peace" (Alan Walker Remix)     | Jacoo                           | 2014      | SoundCloud           |
| "Rays of Light" (Alan Walker Remix)        | Broiler                         | 2015      | YouTube · SoundCloud |
| "Shelter" (Alan Walker Remix)              | Dash Berlin (ft. Roxanne Emery) | 2015      | SoundCloud           |
| "Hymn for the Weekend" (Alan Walker Remix) | Coldplay                        | 2016      | YouTube              |

## Brani

### Brani pubblicati
| Titolo                                         | Anno      | Piattaforma          |
| DJ Walkzz                                      | DJ Walkzz | DJ Walkzz            |
| ---------------------------------------------- | --------- | -------------------- |
| "Celebrate"                                    | 2012      | YouTube              |
| "Light Dreams"                                 | 2012      | YouTube              |
| "Burn"                                         | 2012      | YouTube              |
| "Splash the Bass" (ft. DJ Ness)                | 2012      | YouTube              |
| "Fire of the Soul"                             | 2012      | YouTube              |
| "Memories"                                     | 2012      | YouTube              |
| "New Heart"                                    | 2012      | YouTube              |
| "Big Universe"                                 | 2012      | YouTube              |
| "Long Road"                                    | 2012      | YouTube              |
| "Life Is a Dream" (ft. DJ Thunderblaze)        | 2012      | YouTube              |
| "Burn 2.0"                                     | 2013      | YouTube              |
| "Relax"                                        | 2013      | YouTube              |
| "Walkzarx" (con J3zarx)                        | 2013      | YouTube              |
| "The Raid"                                     | 2013      | YouTube              |
| "War of Melodies"                              | 2013      | YouTube              |
| "Above the Sky"                                | 2013      | YouTube              |
| "New Energy" (con ZeStalker)                   | 2013      | YouTube              |
| "Golden Alley"                                 | 2013      | YouTube              |
| "Energy"                                       | 2013      | YouTube              |
| "135"                                          | 2013      | YouTube              |
| "River Flows in You"                           | 2013      | SoundCloud           |
| "WMC"                                          | 2013      | SoundCloud           |
| "Flying Dreams"                                | 2013      | SoundCloud           |
| "K-391 Chillstep"                              | 2013      | SoundCloud           |
| "Dennis 2014"                                  | 2013      | YouTube · SoundCloud |
| "Hope"                                         | 2013      | SoundCloud           |
| "People of Cadence" (con Markus Daae e Vicara) | 2013      | SoundCloud           |
| Alan Walker                                    |           |                      |
| "Something New.."                              | 2014      | SoundCloud           |
| "X"                                            | 2014      | SoundCloud           |
| "Chill"                                        | 2014      | SoundCloud           |

### Brani non pubblicati
| Titolo         | Cantante         |
| -------------- | ---------------- |
| "Heading Home" | Marius Samuelsen |
| "Sunday"       | N/A              |
| "Give Me Hope" | N/A              |

## Crediti
| Titolo | Cliente       | Anno                             |
| Walkzz | Walkzz        | Walkzz                           |
| --- | ------------- | -------------------------------- |
| "The Young Geralds 2016" | Bergensrussen | 2015                             |
| "24 Karat 2016" | Røykenrussen  | 2016                             |
| DJ Walkzz |               |                                  |
| "Kjuagutt 2016" (con DJ Ness)                                                                                                 | Bergensrussen | 2016                             |
| Alan Walker |               |                                  |
| "Golden Gate 2016" (Marvin Divine) con Alan Walker non citato "Golden Gate" (Russ Collective ft. Alan Walker e Marvin Divine) | Larviksrussen | Pubblicato 2015 Distribuito 2017 |

## Video musicali
| Titolo                  | Anno | Regia                                  |
| ----------------------- | ---- | -------------------------------------- |
| "Faded"                 | 2015 | Rikkard Häggbom · Tobias Häggbom       |
| "Faded" (Restrung)      | 2016 | Rikkard Häggbom · Tobias Häggbom       |
| "Sing Me to Sleep"      | 2016 | Rikkard Häggbom · Tobias Häggbom       |
| "Alone"                 | 2016 | Rikkard Häggbom · Tobias Häggbom       |
| "Ignite" (Instrumental) | 2017 | Alexander Gustavson                    |
| "Tired"                 | 2017 | Alexander Halvorsen                    |
| "The Spectre"           | 2017 | Alexander · Zarate Frez Audun Notevarp |
| "All Falls Down"        | 2017 | Kristian Berg                          |
| "Ignite"                | 2018 | Alexander Zarate Frez                  |
| "Darkside"              | 2018 | Kristian Berg                          |
| "Diamond Heart"         | 2018 | Kristian Berg                          |

### Comparse
| Titolo     | Anno | Artista    |
| ---------- | ---- | ---------- |
| "Momentum" | 2017 | Don Diablo |